# Myospila pseudopudica
Myospila pseudopudica este o specie de muște din genul Myospila, familia Muscidae, descrisă de Shinonaga în anul 2000.
Este endemică în Vietnam. Conform Catalogue of Life specia Myospila pseudopudica nu are subspecii cunoscute.